# Albert Rouiller
 (février 2017).
Si vous disposez d'ouvrages ou d'articles de référence ou si vous connaissez des sites web de qualité traitant du thème abordé ici, merci de compléter l'article en donnant les références utiles à sa vérifiabilité et en les liant à la section « Notes et références ».
Albert Rouiller, né à Genève le 25 mars 1938 et mort à Soral le 25 juin 2000, est un sculpteur suisse.

## Biographie
Albert Rouiller est né à Genève dans le quartier des Eaux-Vives.
Fasciné dès son plus jeune âge[réf. nécessaire] par les bateaux, le lac et la mer[réf. nécessaire], il passe son temps sur les quais à repeindre et à retaper des embarcations pour se faire de l'argent de poche. Entre 1953 et 1958, il suit les cours de l’École des beaux-arts de Genève où il suit les cours de sculpture de Henri König et Max Weber, tandis qu'il s'initie au moulage et au travail du plâtre avec Georges Pougnier à l’École des Arts décoratifs de Genève.
Lauréat de plusieurs bourses (cantonales et fédérales) entre les années 1958 et 1966[réf. nécessaire] et deuxième prix national de sculpture en 1968[réf. nécessaire] (décerné à Gambarogno dans le Tessin), Albert Rouiller part, en 1959, à Ibiza pendant six mois où il partage son temps entre la préparation de sa première exposition (Galerie Saint-Germain, à Genève) et la pêche sous-marine. En 1960, retour en Suisse, il installe son atelier dans le jardin de son grand-père à Chêne-Bougeries. C'est l'époque où il taille ses premières grandes sculptures en pierre et commence à participer à de nombreux concours[réf. nécessaire]. Première exposition personnelle Galerie Saint-Germain à Genève.
En 1961, il épouse Monique Gay, architecte d'intérieur qu'il rencontre à l’École des Arts décoratifs de Genève et lui donne deux fils. En 1964, il représente, en compagnie entre autres de Jean Tinguely, la sculpture Suisse à l'Exposition nationale suisse de Lausanne (Expo64)[réf. nécessaire]. En 1969, il part travailler en Thaïlande afin d'y réaliser un relief de 12 mètres de long pour un grand hôtel de Bangkok[réf. nécessaire]. En 1985, deuxième grande rétrospective à la Fondation Gianadda (Martigny) après celle réalisée dans la ville de Thonon-les-Bains[réf. nécessaire]. En 1980, Albert Rouiller acquiert, transforme et agrandit une petite maison des champs traditionnelle, près du village de Portocolom, à soixante kilomètres de Palma de Majorque, partageant dès lors son existence et sa création entre Genève et les îles Baléares jusqu'à sa mort le 25 juin 2000 à Genève.

## Sélection de réalisations monumentales dans des lieux publics
À partir de 1960, Albert Rouiller a réalisé un grand nombre de sculptures monumentales que l'on peut voir essentiellement en Suisse mais également en Espagne et en Thaïlande :
- 1962 : Bas-relief extérieur[1], aluminium pris dans le béton, 45 × 9 m, Salle Patiño, cité Universitaire, Genève ;
- 1964 : Fontaine Les sources[2], aluminium, 6 × 8 × 8 m, créé pour l’exposition nationale de Lausanne, aujourd’hui à Oberentfelden (Argovie) ;
- 1969 : Relief, aluminium, 2,30 × 12 m, Dusit Thani Hotel, Bangkok, Thaïlande ;
- 1975 : Sculpture Jouet pour le vent[3], acier corten et acier inox, 9 x 1,80 x 3,50, École de Montchoisy, Genève ;
- 1979 : Sculpture, acier corten et acier inox, 4,80 × 4,50 × 1,20 m, Le Lignon-Vernier, Genève ;
- 1981 : Sculpture (escalier de secours extérieur)[4], acier corten et acier inox, 18 × 8 × 4,20 m, École de mécanique, Petit-Lancy, Genève ;
- 1981 : Sculpture[5], marbre de Carrare, 2,50 x 2,20 x 1,20, Place de l’école, Soral GE ;
- 1985 : Sculpture Printemps 85, roche de Bourgogne, 2 × 1,10 × 0,50 m, Fondation Pierre Gianadda, Martigny, Suisse ;
- 1986 : Sculpture-fontaine, porphyre, 3 × 3 × 3 m, École Bellavista, Meyrin, Genève ;
- 1987 : Relief, roche de hauteville et toiture réalisée en gravier coloré, 22 × 4 m, bouches de ventilation, roche reconstituée, 2,5 x 2,5 x 2,5, Perdtemps, Nyon, Suisse ;
- 1992 : Sculpture[6], acier corten, 2,50 × 3,50 × 2,20 m, Poliesportiu Princeps d’Espagna, Palma de Mallorca, Baléares ;
- 1993 : Sculpture Atlantide, teck, 1,65 x 2,80 x 1,80, Jardin Botanique, Ile de Brissago, Lac Majeur, Tessin, Suisse ;
- 2004 : Sculpture[7], acier corten, 2,50 × 3,60 × 2,20 m, Porto Colom, Baléares ;
- 2004 : Sculpture, acier corten, 2,50 × 3,50 × 2,20 m, Quai Perdonnet, Vevey, Suisse ;
- 2016 : Sculpture, marbre cristalina, 3 m, Mairie de Soral, Genève, Suisse.

## Expositions personnelles
Dès 1960 après sa première exposition personnelle à la Galerie Saint-Germain de Genève, les œuvres d'Albert Rouiller sont régulièrement exposées. En 1980, une première rétrospective, Vingt ans de sculpture est organisée à la Maison des Arts et Loisirs de Thonon-les-Bains (France). C'est en 1985 que la Fondation Pierre Gianadda à Martigny lui consacre une exposition. En 1987, les œuvres d'Albert Rouiller s'installe à la Fondation Calouste Gulbenkian de Lisbonne (Portugal) pendant un mois. C'est à partir de 1990 que l'artiste sera exposé à de nombreuses reprises sur son île d'adoption, Majorque. Souffrant, il montrera une dernière fois son travail avant de nous quitter, lors de deux expositions simultanées en 2000.
- 1962 : Galerie Garabedian, Genève ;
- 1965 : Galerie La Tour, Genève  ;
- 1966 : Galerie Bernard, Soleure ;
- 1976 : Musée de l’Athénée, Salle Crosnier, Genève ;
- 1977 : Galerie Dédale, Genève ;
- 1979 : ONU, Genève ;
- 1980 : Maison des Arts et Loisirs, Thonon-les-Bains (France) rétrospective, Vingt ans de sculpture ;
- 1981 : Galerie du Diable, Sion ;
- 1981 : Maison de l’artiste, Soral
- 1982 : Galerie Kara, Genève
- 1984 : MJC Maison pour Tous, Annemasse (France) ;
- 1985 : Galerie Kara, Genève ;
- 1985 : Fondation Pierre Gianadda, Martigny, rétrospective ;
- 1985 : Galerie Am Züriberg, Zurich ;
- 1986 : Galerie 2016, Hauterive ;
- 1986 : Galerie Zem Specht, Bâle ;
- 1986 : Galerie Verena Müller, Berne ;
- 1987 : Galerie Kara, Genève ;
- 1987 : Musée Zu Allerheiligen, Schaffhouse ;
- 1987 : Fondation Calouste Gulbenkian, Lisbonne, Portugal ;
- 1989 : Galerie Kara, Genève ;
- 1990 : Centre d’Art S’Estacio, Sineu, Mallorca, Baléares ;
- 1991 : Galerie 2016, Hauterive ;
- 1991 : Galerie West, Berne ;
- 1992 : Galerie Marianne Brand, Carouge, Genève ;
- 1992 : Galerie Géraud Garcia, Genève ;
- 1993 : Galerie 2016, Bruxelles (Belgique) ;
- 1993 : Casal Balaguer, Palma, Mallorca, Baléares - “Rouiller à Palma” ;
- 1994 : Galerie Art-Top, Montreux ;
- 1994 : Galerie Brot und Käse, Soral, Genève ;
- 1994 : Casa Municipal de Cultura, Felanitx, Mallorca, Baléares - Mutant ;
- 1995 : Galerie Grande Fontaine, Sion ;
- 1995 : Galerie du Château, Avenches ;
- 1996 : Galerie Marianne Brand, Carouge, Genève -Suenos de teula ;
- 1996 : Galerie Meier, Arth am See ;
- 1996 : Galerie Couleurs du temps, Genève ;
- 1997 : Galerie Brot und Käse, Soral, Genève - Mutants ;
- 1997 : Galeria Quasars, Manacor, Mallorca, Baléares - Mutants ;
- 1998 : Casal Solleric, centre d’exposicions i docmentacio de l’art Contemporani, Palma, Mallorca, Baléares - Ex-voto et Droit d’épave ;
- 1998 : Obra Social i Cultural Sa Nostra Eivissa, Baléares - Ex-voto et Droit d’épave ;
- 1999 : Galerie Meier, Arth am See ;
- 1999 : Espace d’une sculpture (SPSAS), Placette des terreaux, Lausanne - Lieu de la Mémoire ;
- 1999 : Sala de Cultura de Sa Nostra de Eivissa, Ibiza, Baléares - Ex-voto et Droit d’épave ;
- 1999 : Galerie Brot und Käse, Soral, Genève - Ex-voto, sculptures et Bitumes ;
- 2000 : Forum Meyrin et Villa du jardin Alpin, Meyrin, Genève - Ex-voto et Droit d’épave ;
- 2000 : Galerie Marianne Brand, Carouge, Genève - Sculptures buissonnières ;
- 2000 : Casa Sergio Sargenti, Vira Gambarogno - Ex-voto et Droit d’épave ;
- 2004 : Château de Vaumarcus, Exposition posthume, Neuchâtel ;
- 2005 : Galerie Ô Quai des Arts, (Ferrari Art Gallery[8]) Vevey ;
- 2010 : Galerie Ô Quai des Arts, (Ferrari Art Gallery[8]) Vevey.

## Expositions collectives importantes
- 1961 : Sculpture en Plein Air, Parc des Eaux-Vives, Genève
- 1962 : Troisième exposition Suisse de sculpture en plein air, Bienne
- 1962 : Sculpteur de Genève, Musée Rath, Genève
- 1964 : Exposition Nationale (Les sources[2]) Lausanne
- 1965 : Exposition Internationale, Fondation Pagani, Milan, Italie
- 1965 : Sculpture en Plein Air, Parc des Eaux-Vives, Genève
- 1966 : Troisième exposition internationale de sculpture contemporaine, Musée Rodin, Paris
- 1966 : Quatrième exposition Suisse de sculpture en plein air, Bienne
- 1967 : Sculpteur de Genève, Musée Rath, Genève
- 1967 : Schweizer Bildhauer der Gegenwart, Palais Schwarzenberg, Vienne, Autriche
- 1968 : Exposition nationale de sculptures en plein air, Gambarogno, Tessin
- 1968 : Musée Zu Allerheiligen, Schaffhouse
- 1970 : Salon Regain, Lyon, France
- 1970 : Cinquième exposition Suisse de sculpture en plein air, Bienne
- 1971 : Première Biennale international de la petite sculpture, Budapest, Hongrie
- 1972 : Artiste de Genève, Musée Rath, Genève
- 1972 : CEREC, Lyon, France
- 1975 : Terre des hommes 75, Montréal, Canada
- 1976 : Exposition national de sculptures en plein air, Gambarogno, Tessin
- 1977 : Art 8’77 (Galerie Dédale) Bâle
- 1977 : Sculpture en plein air, SPSAS, Vernier, Genève
- 1977 : Sculpture en plein air, SPSAS, Hermance, Genève
- 1978 : Sculpture en plein air, SPSAS, Carouge, Genève
- 1978 : Sculptures sans frontières, Évian-les-Bains, France
- 1978 : Sculpteurs romands exposition en plein air, Bex
- 1979 : Sculptures sans frontières, Évian-les-Bains, France
- 1981 : Sculpteurs romands exposition en plein air, Bex
- 1981 : Sculpture en plein air, SPSAS, Vernier, Genève
- 1982 : Exposition de sculpteurs genevois et romands, Esplanade de la Part Dieu, Lyon, France
- 1984 : Art 15’84 (Galerie Kara) Bâle
- 1984 : Villa du Jardin Alpin Meyrin, Genève
- 1984 : Bex et Arts, exposition nationale de sculptures, Bex
- 1984 : Première Triennale de sculpture en plein air 1984, parcs et piscine de Lancy, Genève
- 1984 : Sculptures du XXe siècle. Collection du Musée d’art et d’histoire, Genève, Musée d’art et d’histoire et musée Rath, Genève
- 1985 : Exposition Suisse de sculpture-Môtiers 85, Môtiers
- 1986 : Art 17’86 (Galerie Kara), Bâle
- 1988 : 6e Biennale de l’art Suisse, Saint-Gall
- 1988 : Drei Schweizer Künstler, Luzerne
- 1990 : IVe esposizione nationale di scultura all’aperto, Vira Gambarogno
- 1991 : Sculpture Suisse en plein air 1960-1991, Fondation Gianadda, Martigny
- 1991 : Centre d’art S’Estacio, Sineu, Mallorca, Baléares
- 1992 : De Tinguely à Armelder - pour un musée d’art moderne et contemporain, Musée Rath, Genève
- 1992 : Escultura al Claustre, Pollensa, Mallorca, Baléares
- 1993 : SPSAS, Halles de l’Ile, Genève
- 1993 : Escultura publica. Universiada’93, Palma, Mallorca, Baléares
- 1993 : Ve esposizione nationale di scultura all’aperto, Vira Gambarogno. À cette occasion, l’accent est mis sur l’œuvre de trois artistes : Bernhard Luginbühl, Kurt Laurenz Metzler et Albert Rouiller
- 1993 : Entres dimensions, Tore dels Enagistes, Manacor, Baléares
- 1993 : Mise en scène, Fondation Bex & Arts, Bex
- 1997 : Europ’Art 97, Genève
- 1998 : Arte Santander - VII Feria 1998, Santander, Espagne, représenté par la galerie Quasars (Manacor, Baléares)
- 1998 : Art.Ibiza - Feria International de Arte Contemporaneo de Las baleares, Ibiza, Baléares, représenté par la galerie Quasars (Manacor, Baléares)
- 1998 : Inter Art 98 - 13e Fira Internacional d’art, Valencia, Espagne
- 1998 : Feria International de Arte Contemporaneo - Marabella’98, Marabella, Espagne, représenté par la galerie Quasars (Manacor, Baléares)
- 1998 : Arte Sevilla - Feria d’Arte contemporaneo, Seville, Espagne, représenté par la galerie Quasars (Manacor, Baléares)
- 1999 : 20 ans de mécénat à la Banque Cantonale de Genève - 65 artistes suisses contemporains, Musée Rath, Genève
- 1999 : Escultura publica. Universiada’99, Palma, Majorque, Baléares
- 1999 : Art Expo 1999 - Fira d’Art de Barcelona, Barcelone, Espagne, représenté par la galerie Quasars (Manacor, Baléares)
- 1999 : Arte Santander - VIII Feria 1999, Santander, Espagne, représenté par la galerie Quasars (Manacor, Baléares)
- 1999 : Inter Art 99 - 14e Fira Internacional d’art, Valence, Espagne, représenté par la galerie Quasars (Manacor, Baléares)
- 1999 : Arte Sevilla - Feria d’Arte contemporaneo, Seville, Espagne, représenté par la galerie Quasars (Manacor, Baléares)
- 2000 : Art Expo 2000 - Fira d’Art de Barcelona, Barcelone, Espagne, représenté par la galerie Quasars (Manacor, Baléares)et par la Galerie Gemma Gimeno Art, Barcelone
- 2000 : Arte Santander - IX Feria 2000, Santander, Espagne, représenté par la galerie Quasars (Manacor, Baléares)
- 2000 : Inter Art 2000 - 15e Fira Internacional d’art, Valence, Espagne, représenté par la galerie Quasars (Manacor, Baléares)
- 2002 : Poétiques modernes - Obra sobre paper a la ol.leccio Serra (Gener-Febrer,2002), Casal Solleric, Palma, Baléares

### Filmographie
- Albert Rouiller, Pro Helvetia, réalisation Markus Imhoof, durée 20 min.
- Creux et bosses (1965) par Jean Rouiller, durée 12 min.
- Un jour un sculpteur, réalisation Yvan Butler
- Albert Rouiller au Musée de l’Athénée par Pierre Koralnik